# مردانشاه (پاذوسپان نیمروز)
مردانشاه در زمان هرمز چهارم و خسرو پرویز، پاذوسپان (معاون فرمانده لشکر) در نیمروز (سیستان) بود.
در زمان خسرو انوشیروان اصلاحاتی در امور اداری کشور انجام گرفت، از جمله مقام فرماندهی کل ارتش که قبلاً به عهدهٔ یک تن ایران سپهبد بود، ملغی شد. انوشیروان، ایران را به چهار بخش تقسیم کرد و در رأس هر یک از این بخشها یک سپاهبذ (سپهبد، فرمانده لشکر) جداگانه‌ای قرار داد. همچنین کشور چهار پاذوسپان یا پاذگوسپان داشت که در تحت فرماندهی سپاهبذ (فرمانده لشکر)، امور ادارهٔ سپاه ایران را برعهده داشتند.
چهار پاذوسپان یا پاذگوس یا پایگوس عبارت بوده‌اند: از اباختر (شمال)، خوراسان ( خراسان مشرق)، نیمروز (جنوب)،ِ خوروران (خاوران، مغرب).
بنابر قصه‌ای که در کتاب طبری آمده‌است و واقعیت آن مشخص نیست، مردانشاه، بر ولایت نیمروز، پاذوسپان بود و مطیع و نیکخواه خسرو پرویز. خسرو دو سال پیش از خلع شدن سرانجام کار خویش را از منجمان پرسید و بدو گفتند که مرگ وی از جانب نیمروز باشد. وی به مردانشاه بدگمان شد و از او بترسید که مردی بزرگ بود و در آن ناحیه کس چون او قوت و قدرت نداشت. به او نامه نوشت که بیاید و چون بیامد بهانه می‌جست تا او را بکشد اما نیافت و شرمش آمد که اطاعت و نیکخواهی و خدمتگری وی را نیک می‌دانست و بر سر آن شد که او را نگهدارد و بگوید تا دست راست وی راببرند و در عوض مال فراوان بدو بذل کند.
چنان بود که قطع دست و پا و سر در میدان شاهی بود و خسرو آن روز که فرمان داده بود، دست مردانشاه را ببرنند، کس فرستاد تا بداند او چه می‌گوید و نظارگان چگونه سخن می‌کنند. چون دست راست مردانشاه را ببریدند آنرا به دست چپ گرفت و ببوسید و به کنار خویش گرفت و اشک‌ریزان و نالان همی گفت، دریغا بخشنده‌ام، دریغا تیر افکنم، دریغا خط نویسم، دریغا ضربت زنم، دریغا بازی کنم، دریغا عزیزم.
چون فرستاده باز آمد و آنچه دیده بود و شنیده بود به خسرو بگفت، او رقت آورد و پشیمان شد و یکی از بزرگان را به نزد وی فرستاد و ابراز پشیمانی کرد و پیغام داد که هر چه بخواهد و میسر باشد می‌پذیرد و بدو می‌دهد.
مردانشاه به جواب خسرو را دعا کرد و گفت، ای پادشاه کرم ترا نیک می‌شناسم و سپاسگزارم و به یقین می‌دانم که این کار نا به دلخواه با من کردی، حکم قضا بود. اکنون از تو چیزی می‌خواهم، قسم یاد کن که دریغ نکنی.
خسرو قسم خورد، هر چه مردانشاه بخواهد، انجام دهد. مردانشاه خواست که خسرو فرمان دهد تا گردنش را بزنند تا ننگ دست بریدگی بر وی نماند. خسرو بگفت تا گردنش را بزدند که نخواست قسم بشکند.
بفرض اینکه تفصیل این قصه صحیح نباشد ولی نشاندهندهٔ این است که مردانشاه به دست خسرو به قتل رسیده
است. فرزند او مهرهرمزد یا نیوهرمزد بعدها به شیرویه پیوست و به یاری دیگر بزرگان تیسفون، خسرو را از سلطنت خلع کرده، شیرویه را جایگزین کردند.
شیرویه، مهرهرمزد پسر مردانشاه را برای کشتن خسرو، انتخاب کرد و سرانجام مهرهرمزد بود که خسروپرویز را در زندان به خونخواهی پدر به قتل رساند.